# Hohe Straße 7 (Prettin)

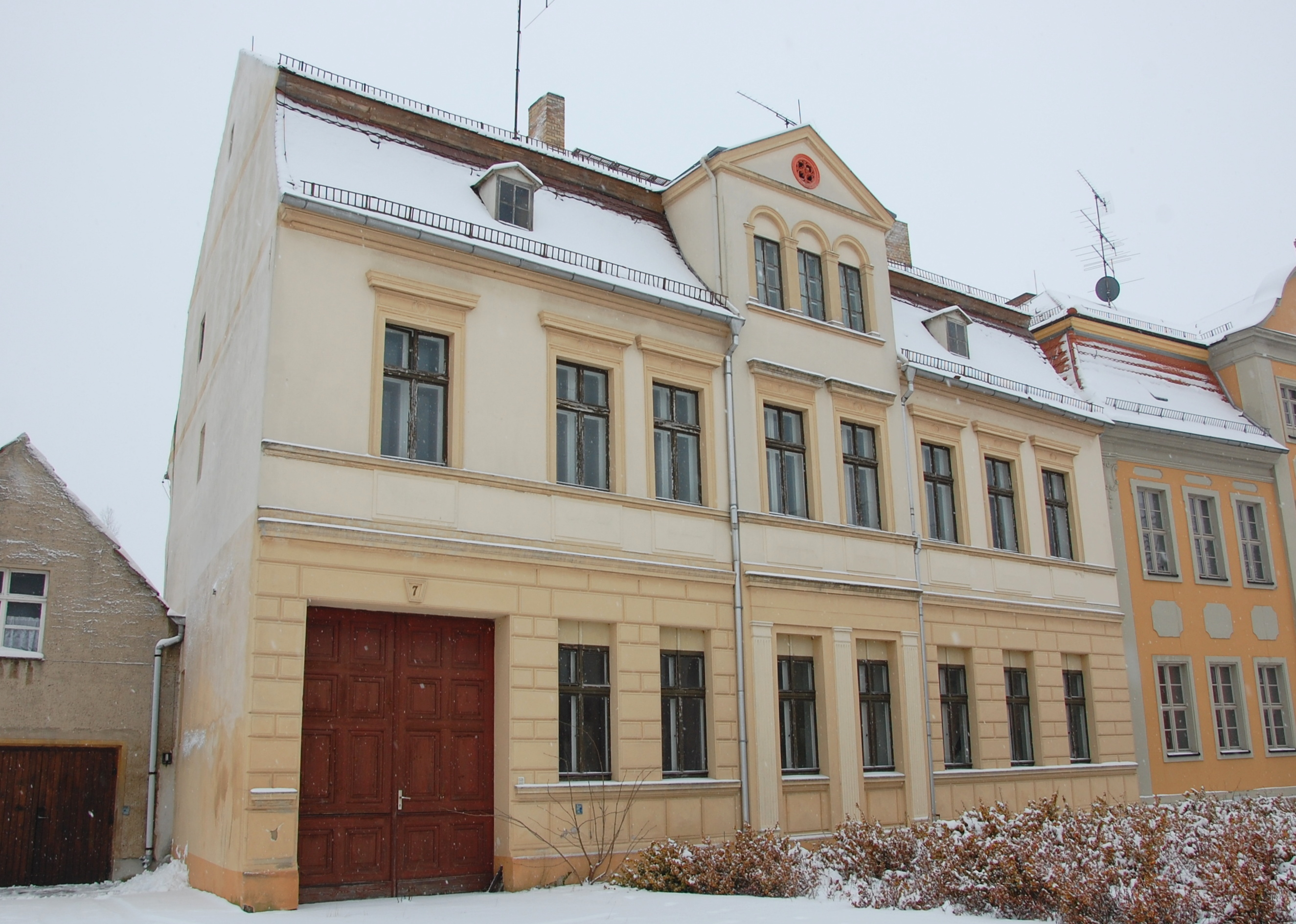
Haus Hohe Straße 11

Das Haus Hohe Straße 7 ist ein denkmalgeschütztes Bürgerhaus in Prettin in Sachsen-Anhalt.

## Lage
Das Gebäude liegt auf der Ostseite der Hohen Straße an deren Nordende im Zentrum von Prettin.

## Architektur und Geschichte
Das repräsentative Bürgerhaus geht in seinem Kern bis auf die zweite Hälfte des 17. Jahrhunderts zurück. Das in massiver Bauweise errichtete zweigeschossige Gebäude ist mit einem Mansarddach bedeckt. Straßenseitig befindet sich ein zweiachsiger Mittelrisalit. Ende des 19. Jahrhunderts wurde die Gestaltung der Putzfassade verändert. Auf der linken Seite befindet sich eine Toreinfahrt.
Im örtlichen Denkmalverzeichnis ist das Bürgerhaus unter der Erfassungsnummer 094 35266 als Baudenkmal verzeichnet.
Ursprünglich lautete die Adresse Hohe Straße 11.